# 鹅湖镇 (浮梁县)
鹅湖镇，是中华人民共和国江西省景德镇市浮梁县下辖的一个乡镇级行政单位。

## 行政区划
鹅湖镇下辖以下地区：
鹅湖社区、鹅湖村、京山村、朱锦村、创业村、桥溪村、潘村、盛家墩村、张村、邓村、柳溪村、小源村、桃岭村、集源村、曹村、界田村、鹅湖园艺场生活区和鹅湖镇林场生活区。